# Triops oryzaphagus
Triops oryzaphagus − gatunek przekopnicy występujący w Kalifornii. Rozmnaża się poprzez partenogenezę, jest koloru oliwkowo zielonego, jego ciało składa się z 36 segmentów, z których około 15 okrywa karapaks. Osiąga długość do 2,9 cm. W 1955 został uznany za synonim Triops longicaudatus, ponownie status gatunku otrzymał w 1997.